# Vilâyet Ioannina

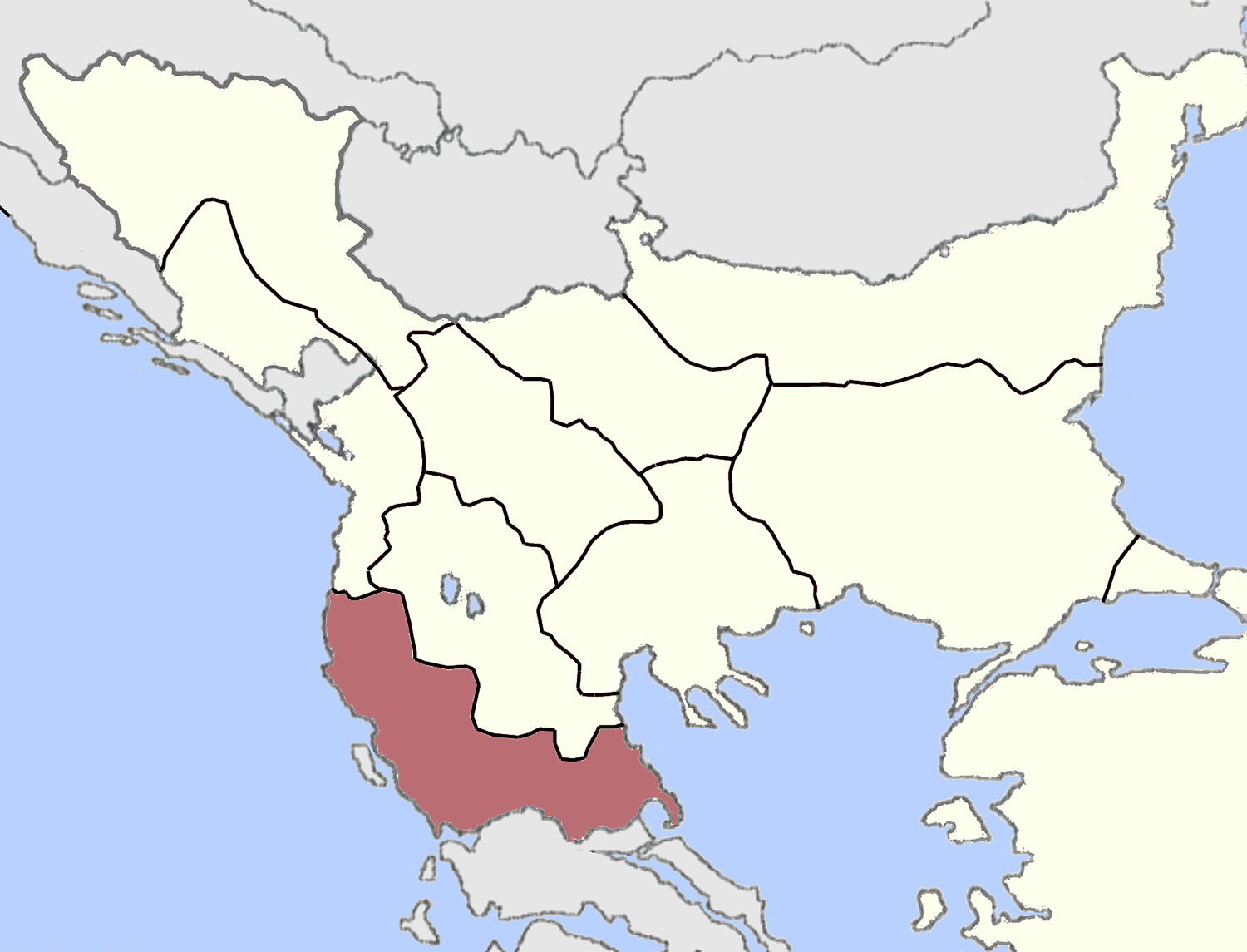
Balkanhalbinsel mit dem Vilâyet Janina in den 1860ern

Osmanisches Reich mit dem Vilâyet Janina im Jahr 1900

Das Vilâyet von Janina (osmanisch ولايت يانیه İA Vilâyet-i Yanya) war eine Verwaltungseinheit (Vilâyet) des Osmanischen Reiches auf dem Westbalkan mit Hauptort Janina.
Es umfasste eine Fläche von 18.320 Quadratkilometern. Gebildet wurde es im Jahre 1867 durch den Zusammenschluss der Paschaliks von Janina und Berat und war in die Sandschaks von Janina, Avlona (Vlora), Ergiri (Gjirokastra), Preveze, Tırhala (Trikala) und Kesriye (Kastoria) unterteilt. Kesriye wurde später zu einem Kaza abgestuft und an das Vilâyet Monastir angegliedert; Tırhala wurde 1881 an das Königreich Griechenland abgetreten.

Fetichie-Moschee in Ioannina

Während des Aufstandes von 1912 forderten die Albaner, dass das Vilâyet Janina zusammen mit dem Vilâyet Monastir, dem Vilâyet Shkodra und dem Vilâyet Kosovo zu einem albanischen Vilâyet zusammengeschlossen werden sollte (alb. katër vilajetët – vier Vilâyets). Die Hohe Pforte beendete die Albaneraufstände am 4. September 1912 durch Annahme fast aller Forderungen der Rebellen, darunter auch die Gründung des Vilâyets. Dieses Vilâyet bestand bis zum 30. Mai 1913, als der Londoner Vertrag unterzeichnet wurde, wobei die Festlegung der albanischen Grenze geregelt wurde. Dabei wurde der südliche Teil an Griechenland angeschlossen, und der Nordepirus wurde Teil des neuen albanischen Staats. Die im Süden verbliebene einheimische albanischsprachige Çamen-Bevölkerung wurde sukzessive mit dem Bevölkerungsaustausch zwischen Griechenland und der Türkei und endgültig am Ende des Zweiten Weltkrieges vertrieben.

## Bevölkerung
Gemäß Aram Andonian und Zavren Biberyan waren 1908 von einer Gesamtbevölkerung von 648.000 Personen insgesamt 315.000 Einwohner des Vilâyet Janina Albaner, die meisten davon Moslems und Christlich-Orthodox, einige auch Anhänger des römischen Katholizismus. Aromunen und Griechen machten 180.000 respektive 110.000 Einwohner aus. Kleinere Gemeinden umfassten Bulgaren, Türken, Roma und Juden.
| Gruppe     | 1893    | 1911    |
| ---------- | ------- | ------- |
| Griechen   | 286.304 | 311.032 |
| Moslems    | 225.415 | 244.638 |
| Juden      | 3.677   | 3.990   |
| Katholiken | 83      | –       |
| Andere     | 997     | 1.175   |
| Gesamt     | 516.476 | 560.835 |

## Verwaltungsgliederung
Die Sandschaks des Vilâyet Janina waren:
1. Sandschak von Janina (Yanya, Paramythia, Filat, Metsovo, Leskovik, Konitsa)
2. Sandschak von Ergiri (Gjirokastra, Delvina, Saranda, Përmet, Frashër, Tepelena, Kurvelesh, Himara)
3. Sandschak von Preveza (Preveza, Louros, Margariti)
4. Sandschak von Berat (Berat, Vlora, Leshnja, Fier)